# Bromus kalmii
Bromus kalmii là một loài thực vật có hoa trong họ Hòa thảo. Loài này được A.Gray mô tả khoa học đầu tiên năm 1848.

## Hình ảnh

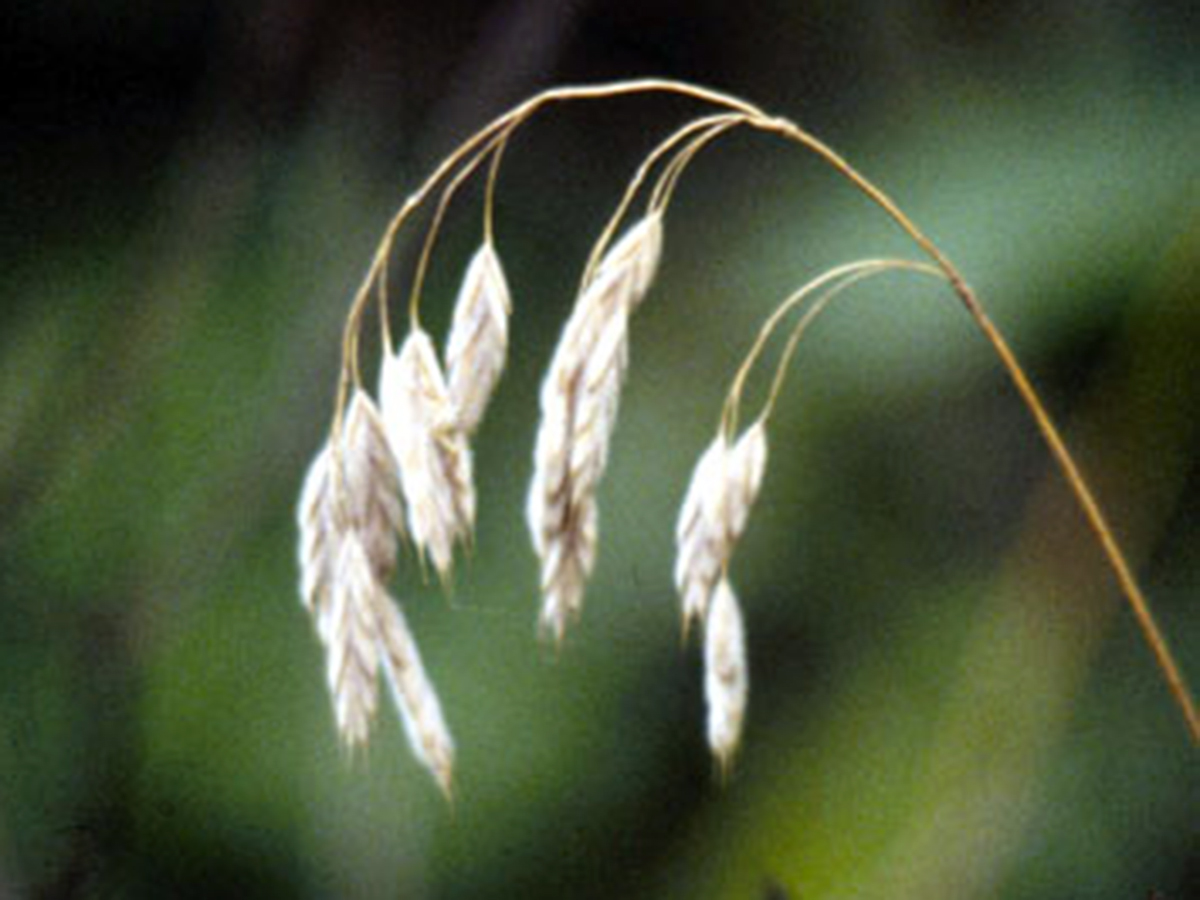
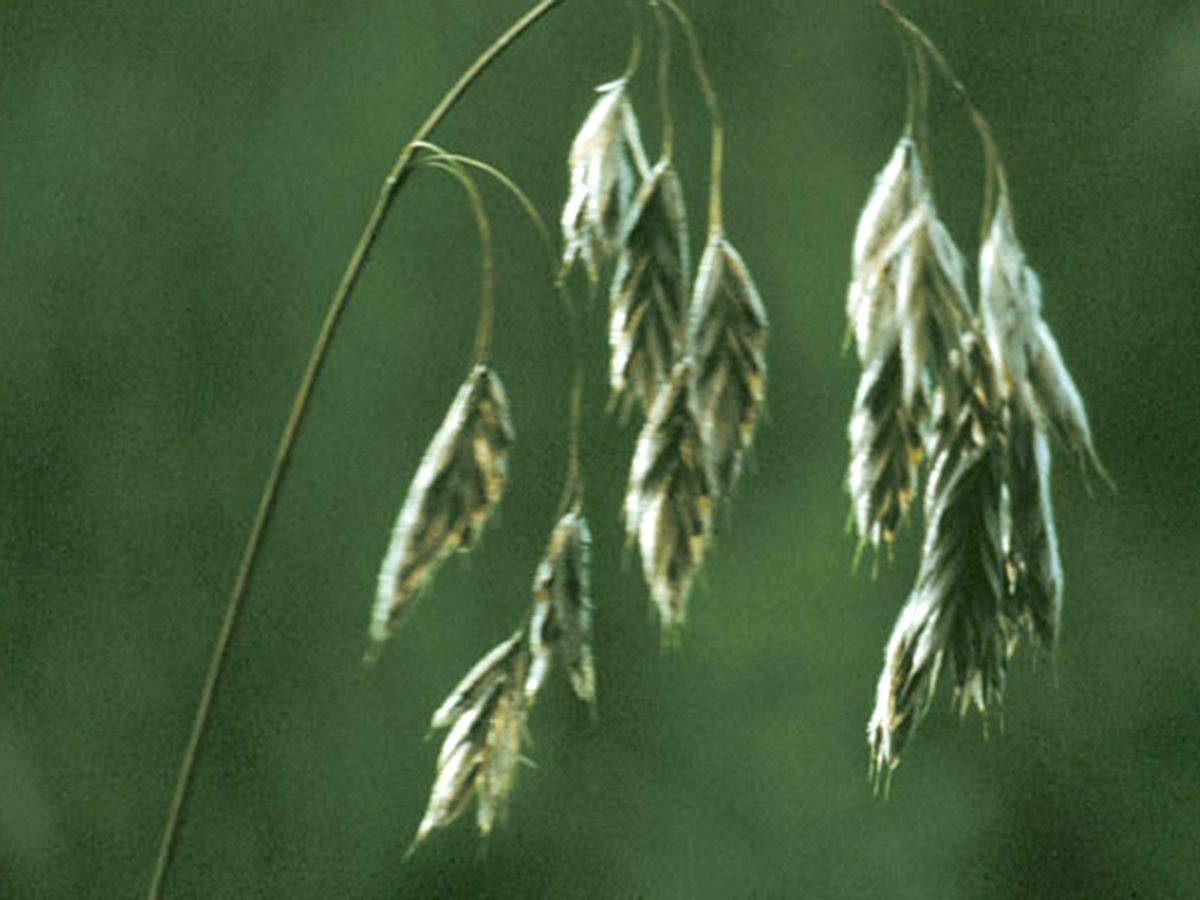
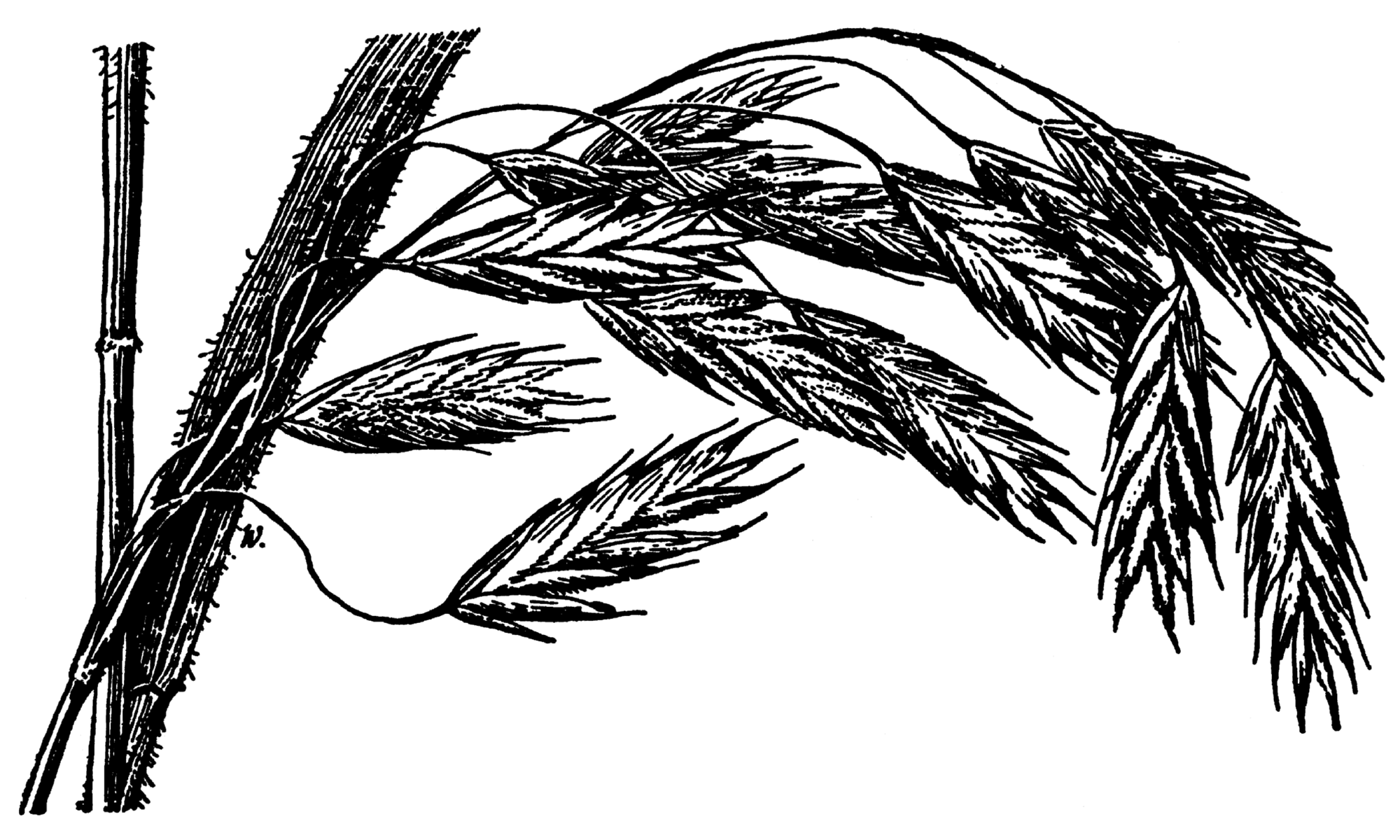